# 宮地康弘
宮地 康弘（みやじ やすひろ、1957年5月17日 - ）は、日本の実業家。東京都出身。
1981年（昭和56年）関東学院大学工学部卒。同年自動車機器（後のボッシュ）入社。2009年（平成21年）ボッシュ執行役員、2016年（平成28年）ボッシュ専務執行役員、2017年（平成29年）日本電産常務取締役、2019年（令和元年）9月27日付で曙ブレーキ工業代表取締役社長就任。曙ブレーキ工業は2019年1月29日に事業再生ADRを申請した。このため曙ブレーキ工業再建を託された社長就任となった。